# Canon T90
Canon T90 — флагманская модель Т-серии малоформатных однообъективных зеркальных фотоаппаратов, выпущенная в 1986 году. Благодаря прочности была прозвана «танком» японскими фотожурналистами. Дизайн корпуса камеры был разработан дизайнером Луиджи Колани.

## Экспозамер
Для T90 Canon разработал новую систему экспозамера. Хотя она и не включила в себя новых режимов, но собрала ряд режимов в одну систему. Режимы экспозамера (точечный, усреднённый и частичный) переключаются нажатием кнопки и поворотом колёсика.

## Вспышка
T90 был первым фотоаппаратом Canon, поддерживающим TTL-замер при работе со вспышкой. Производится замер света, отражённого от эмульсии фотоплёнки во время экспозиции, и импульс вспышки прекращается при достаточном экспонировании фотоплёнки. В дальнейшем эта функция была использована в плёночных зеркальных камерах системы Canon EOS. Таким образом, Canon T90 является единственным не-EOS зеркальным фотоаппаратом фирмы Canon, поддерживающим TTL-вспышки.
Специально для использования TTL-замера на T90 была выпущена новая внешняя вспышка — Canon Speedlite 300TL.